# Olympe Démarez
Olympe Démarez, née le 27 janvier 1878 à Catillon sur  Sambre (département du Nord) et morte le 5 septembre 1964, est une avocate française. 
Personnalité à part, dans la lignée des pionnières Jeanne Chauvin et Olga Petit, premières femmes avocates en France en 1900, Olympe Démarez accède à la profession le 2 février 1914, devenant ainsi la première femme avocate du département du Nord, en un temps où il était encore extrêmement difficile aux femmes d'exercer certaines professions monopolisées par les hommes. Elle forme avec Charles Valentin, avocat, puis maire de Dunkerque, enfin député-maire, un couple non conformiste pour l'époque : ils vivent ensemble sans être mariés. Sa biographie déjà peu ordinaire s'enrichit encore des dramatiques circonstances dans lesquelles elle épouse son compagnon auquel elle s'est dévouée pendant plus de 25 ans. Veuve, elle sera la première femme élue au conseil municipal de Dunkerque en 1945. Il faudra attendre 1920 pour voir une nouvelle femme candidate à la profession d'avocate devant la cour d'appel de Douai. Comme souvent chez les pionnières, la vie d'Olympe Démarez est un mélange d'audace qui bouscule les conventions sociales et de conformisme aux dites conventions sur d'autres aspects de son existence.

## Biographie
Olympe Adolphine Démarez nait le 27 janvier 1878 à Rejet de Beaulieu, hameau de Catillon-sur-Sambre. Il s'agit d'une fille naturelle, sa mère Bernard Amélie Olympe, journalière, est âgée de 18 ans. Olympe sera reconnue et légitimée par le mariage, le 19 mai 1879, un an et demi plus tard, à Catillon-sur-Sambre, de Démarez Léocade Léopold et de Bernard Amélie Olympe. Lors du mariage de 1879, les deux époux exercent la profession de tisseurs (ouvrier travaillant dans le  textile), et une partie des témoins et de leurs proches  ne sait pas signer l'acte. Les origines d'Olympe Démarez sont donc modestes, voire très modestes. En 1914, son père est garde-chasse. 
Olympe Démarez suit les cours de l'école primaire de son cher hameau de naissance et y obtient le certificat d'études en août 1890. Le registre de l'école mentionne : « Demarez Olympe a été une très bonne élève sous le rapport de la conduite et du travail ». 
Elle quitte l'école pour apprendre le métier de modiste, mais finalement elle peut reprendre ses études. 
En 1898, elle a 20 ans, elle entre dans l'Enseignement sur un poste situé à 180 km de son village de naissance, ce qui, en considérant les mœurs et les moyens de déplacement de l'époque, sort de l'ordinaire. Elle suit néanmoins un parcours classique au tournant du siècle, pour les femmes ayant fait des études, en se destinant au métier d'institutrice : d'abord à Petit-Fort-Philippe (hameau de Gravelines) de 1898 à 1901, puis à Dunkerque de 1902 à 1908,. 
À l'âge de 30 ans, elle quitte l'Enseignement et la sécurité du métier d'institutrice, suivant son inclination pour les études de droit alors que ces études ne font encore que s'entr'ouvrir pour les femmes et que celles-ci demeurent peu nombreuses à faire des études supérieures. Pour subvenir à ses besoins et financer ses études, elle entre comme secrétaire dans le cabinet de Charles Valentin, jeune avocat, il a 27 ans, inscrit récemment au barreau de Dunkerque. 
Après la capacité en droit, elle obtient en 1913 la licence en droit qui lui permet d'accéder à la profession d'Avocat. 
Ses relations avec Charles Valentin  évoluent : il n'est plus seulement son employeur mais aussi son amant et son compagnon. Malgré ce mode de vie de concubinage, qui n'est pas vraiment la norme dans leur milieu bourgeois, le couple est très honorablement respecté en Flandre. Le 20 septembre 1939, Charles Valentin est victime d'un grave accident de la circulation dans la banlieue lilloise. Malgré les soins d'Oscar Lambret, éminent chirurgien lillois, son état empire. Olympe Démarez demande alors au député-maire de Lille Charles Saint-Venant de les marier. Son mari expire peu de temps après la cérémonie. Les motivations des deux époux ne sont pas connues, mais il est permis de supposer la volonté d'Olympe Démarez de demeurer fidèle à cet homme en portant son nom et la volonté de Charles Valentin d'assurer l'avenir de celle qui lui a beaucoup donné, en lui permettant, en tant qu'épouse officielle, d'hériter de son mari. 
Olympe Démarez revient alors dans sa ville natale, où pendant la durée de la Seconde Guerre mondiale, elle s'occupe de « l'œuvre des petits réfugiés ».  
Elle regagne Dunkerque à la Libération et, à la demande du maire, travaille à réorganiser les archives municipales.   
Les femmes acquièrent le droit de vote en 1944, et votent pour la première fois aux élections municipales d'avril 1945 (Droit de vote des femmes). Olympe Démarez-Valentin, veuve de l'ancien maire, devient la première femme élue au conseil municipal de Dunkerque à l'issue de ces premières élections ouvertes aux femmes, c'est-à-dire pouvoir voter et pouvoir être éligible. Être ainsi élue à la première occasion de pouvoir l'être constitue une originalité de plus dans sa vie déjà fournie à ce titre.    
Elle continue de participer à des réunions publiques, à l'occasion d'évènements organisés par sa famille politique et lors des cérémonies d'hommage à son mari à la date anniversaire de sa mort.  
Elle décède le 5 septembre 1964, à l'âge de 86 ans à Dunkerque.  

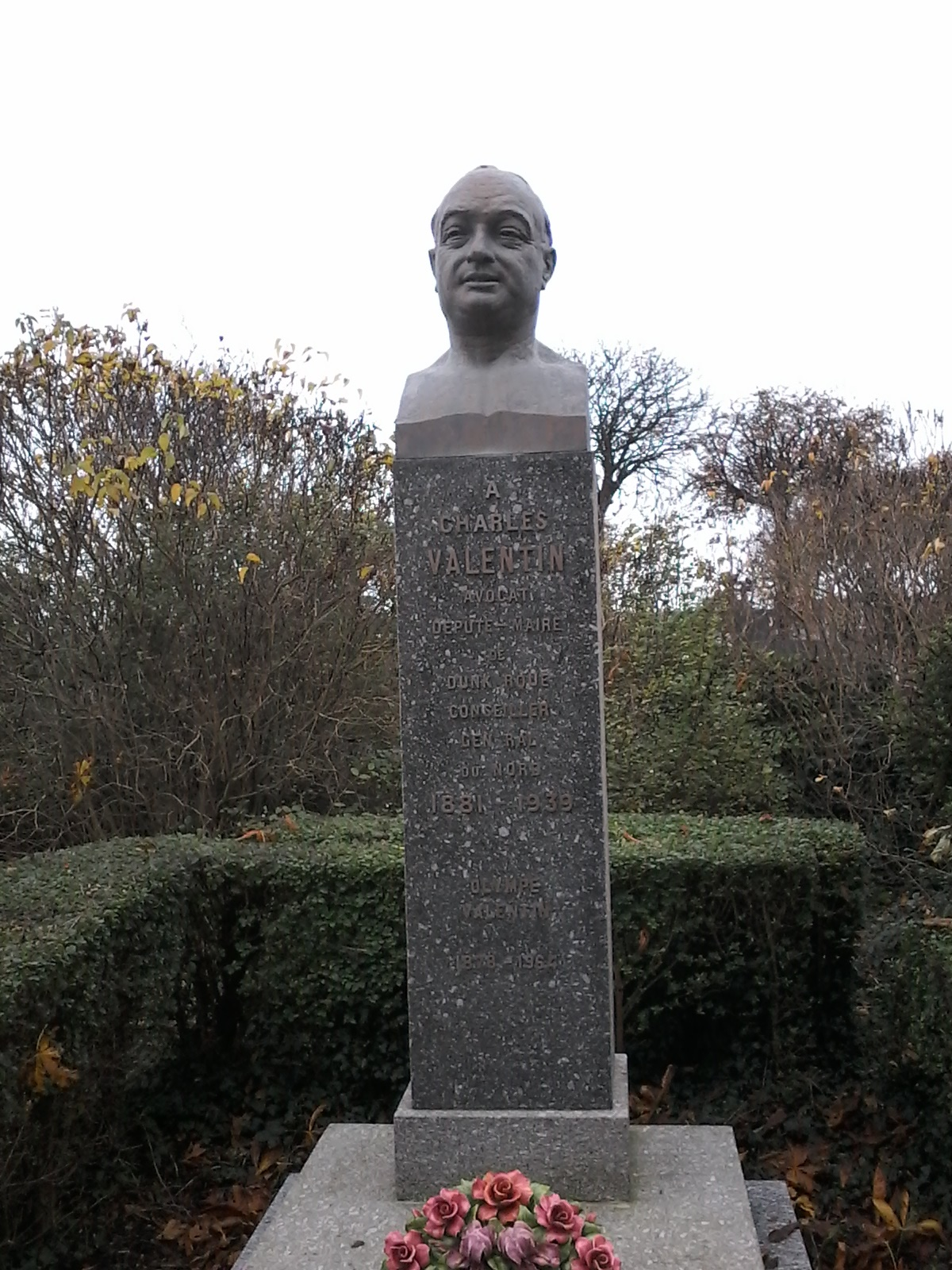
Tombe de d'Olympe Démarez et Charles Valentin au cimetière de Dunkerque.

## Avocate

### Contexte
L'accession à la profession d'avocate demeure un évènement en 1914. Comme il a été dit ci-dessus, les femmes n'ont pu devenir avocates qu'à compter de 1900. L'extension de cette possibilité demeure difficile, du fait du "corporatisme" masculin. En 1908, seulement, une femme, Maria Vérone, peut plaider devant une Cour d'assises puis devant les tribunaux pour enfants. Ce n'est qu'en 1913 qu'une avocate, Mme Valat à Toulon accède à un tribunal militaire. En 1929, on compte seulement 300 femmes avocates en France. Il faut attendre 1946 pour qu'une femme puisse être magistrate.

### Carrière
Le 2 février 1914, à l'âge de 36 ans, Olympe Démarez prête serment devant la 1re chambre civile de la cour d'appel de Douai en tant qu'avocate. Elle est la première femme à accéder à la profession dans le département du Nord, 14 ans après les pionnières, Jeanne Chauvin, 1re femme française docteur en droit, et Olga Petit, reçues avocates en 1900, en application de la loi du 1er décembre 1900 (rapporteur : Raymond Poincaré) qui permet aux femmes munies des diplômes de licencié en droit de prêter le serment d'avocat et d'exercer cette profession.
Elle demeure auprès de Charles Valentin, qui, dans l'intervalle s'est lancé dans une carrière politique : « le métier d'avocat et la politique sont au début du siècle intimement liés » ce qui explique en partie les difficultés à admettre les femmes dans la profession d'avocat, alors qu'elles n'ont toujours pas le droit de vote, etc. obtenu seulement en 1944.
Charles Valentin mène de front son ascension politique (conseiller général dans le canton de Gravelines en 1913, battu en 1919, maire de Dunkerque en 1925, et constamment réélu, député en 1936) et une brillante carrière d'avocat : il est considéré comme un des ténors du barreau. Situé à gauche de l'échiquier politique, il gagne la réputation d' « avocat des pauvres et des déshérités »,.
Il semble qu'Olympe Démarez ait peu plaidé, : elle met en retrait sa réussite personnelle et consacre tout son temps à la double carrière de son compagnon en préparant, de l'avis unanime, de main de maître, ses dossiers. Son intelligence et le travail remarquable accompli ont frappé les personnes ayant eu l'occasion de côtoyer le couple. 
Malgré une carrière personnelle très discrète, Olympe Démarez reste néanmoins une référence pour nombre de jeunes avocats

## Portraits
Une photographie d'Olympe Démarez en robe d'avocat, à sa table de travail, illustre l'article de Christian Vincent.
Une photographie d'Olympe Démarez en robe d'avocat figure sur le site de Tourisme Cambrésis.
Une photographie d'Olympe Démarez, lors d'une cérémonie d'hommage à Charles Valentin, le 23 septembre 1951, au cimetière de Dunkerque figure dans l'ouvrage de Bernard Schaeffer.

## Hommage
- Une école porte son nom à Rejet-de-Beaulieu depuis le 30 juin 2023[15].